# Reinhart von Gutzeit
Reinhart von Gutzeit (* 18. Februar 1947 in Berlin; † 11. Juli 2025) war ein deutscher Musikpädagoge und Hochschullehrer.

## Leben und Wirken
Reinhart von Gutzeit erhielt ersten Musikunterricht an der Jugendmusikschule Düsseldorf. Nach dem Abitur am Humboldt-Gymnasium Düsseldorf studierte er Schulmusik an der Musikhochschule Köln und Germanistik an der Universität Düsseldorf, der Universität zu Köln und der Universität Freiburg. Von 1967 bis 1995 wirkte er als Musikpädagoge in den Fächern Violine, Viola und Dirigieren und leitete als Direktor kurze Zeit die Musikschule Rheinbach und dann viele Jahre lang die Musikschule Bochum.
Gutzeit war anschließend von 1995 bis 2004 Direktor des Brucknerkonservatoriums in Linz. Nach seiner Habilitation im Jahr 2004 wurde er nach der Umwandlung des Konservatoriums zur Anton Bruckner Privatuniversität ebenda Professor für Musikpädagogik/Musikvermittlung und war Rektor der Universität bis 2006. Von 2006 bis Oktober 2014 war er Rektor der Universität Mozarteum in Salzburg. Von 2014 bis 2024 war er Präsidiumsmitglied der Internationalen Stiftung Mozarteum.
Gutzeit war zudem von 2009 bis 2014 Präsident der Salzburg Biennale, eines bis 2016 durchgeführten Festivals für Neue Musik.
Von 1990 bis 1996 war er Vorsitzender des Verbandes deutscher Musikschulen, zu deren Ehrenvorsitzenden er ernannt wurde. Außerdem war er Mitglied des Präsidiums des Deutschen Musikrats und des Präsidiums der Europäischen Musikschulunion. Ebenfalls war er Vorsitzender im Projektbeirat von Jugend musiziert.
Reinhart von Gutzeit war verheiratet und Vater von fünf Kindern.
Im Juli 2025 starb er im Alter von 78 Jahren.

## Ehrungen
- 1997: Verdienstkreuz am Bande der Bundesrepublik Deutschland
- 2006: Goldenes Ehrenzeichen des Landes Oberösterreich
- 2010: Carl-Orff-Medaille des Bayerischen Musikschulverbandes[10]
- 2019: Verdienstkreuz 1. Klasse der Bundesrepublik Deutschland[6]